# Spaulding-Halbinsel
Die Spaulding-Halbinsel ist eine niedrige, vereiste und 11 km lange Halbinsel an der Bakutis-Küste des westantarktischen Marie-Byrd-Lands. Sie stößt zwischen dem Brennan Inlet und dem Sweeny Inlet in das Getz-Schelfeis vor.
Der United States Geological Survey kartierte die Halbinsel anhand eigener Vermessungen und Luftaufnahmen der United States Navy aus den Jahren von 1959 bis 1967. Das Advisory Committee on Antarctic Names benannte sie 1977 nach Richard Lee Spaulding (* 1938), Gruppenleiter einer Fallschirmjägereinheit der US Navy bei der Operation Deep Freeze des Jahres 1977, während derer er über der Amundsen-Scott-Südpolstation seinen 1000. Absprung machte.